# Sodere
Sodere est une ville thermale du centre de l'Éthiopie.
Située vers 1 400 m d’altitude au bord de l'Awash, environ 25 km au sud d'Adama et 120 km au sud-est d'Addis-Abeba, Sodere fait partie du woreda Adama Zuria dans la zone Misraq Shewa de la région Oromia.
Une source thermale connue pour ses effets thérapeutiques est à l'origine de la station thermale à proximité de l'agglomération. La station dispose de deux piscines (dont une de taille olympique), d'installations hôtelières et d'un centre de conférences[réf. souhaitée].
En 1997, Sodere est le lieu de pourparlers de paix entre des factions qui se disputent le contrôle de la Somalie.
Selon les données de l'Agence centrale de la statistique d'Éthiopie, Sodere a une population totale de 1 042 habitants au recensement de 1994. Sa population est estimée à 1 867 habitants en 2005[réf. souhaitée].